# سیارک ۱۲۸۵۲۳
سیارک ۱۲۸۵۲۳ (به انگلیسی: 128523 Johnmuir، نامگذاری:2004PX42) صد و بیست و هشت هزار و پانصد و بیست و سومین سیارک کشف شده‌است که در ۱۱ اوت ۲۰۰۴ کشف شد.